# Бертье, Люсьен
Люсьен Клодин Бертье (фр. Lucienne Claudine Berthieu; по мужу Пуаро (фр. Poiraud); род. 31 марта 1978 года, Дуала, Вури, Камерун) — французская профессиональная баскетболистка камерунского происхождения, выступала в женской национальной баскетбольной ассоциации. Она была выбрана на драфте ВНБА 2002 года во втором раунде под общим девятнадцатым номером клубом «Кливленд Рокерс». Играла на позиции тяжёлого форварда и центровой.

## Ранние годы
Люсьен Бертье родилась 31 марта 1978 года в Дуале, экономической столице Камеруна и центре департамента Вури, в семье Филиппа Бертье и Мэри Колетт, у неё есть брат, Жан-Жак, и три сестры, Режин, Рут и Амбр.